# Lambrekýn

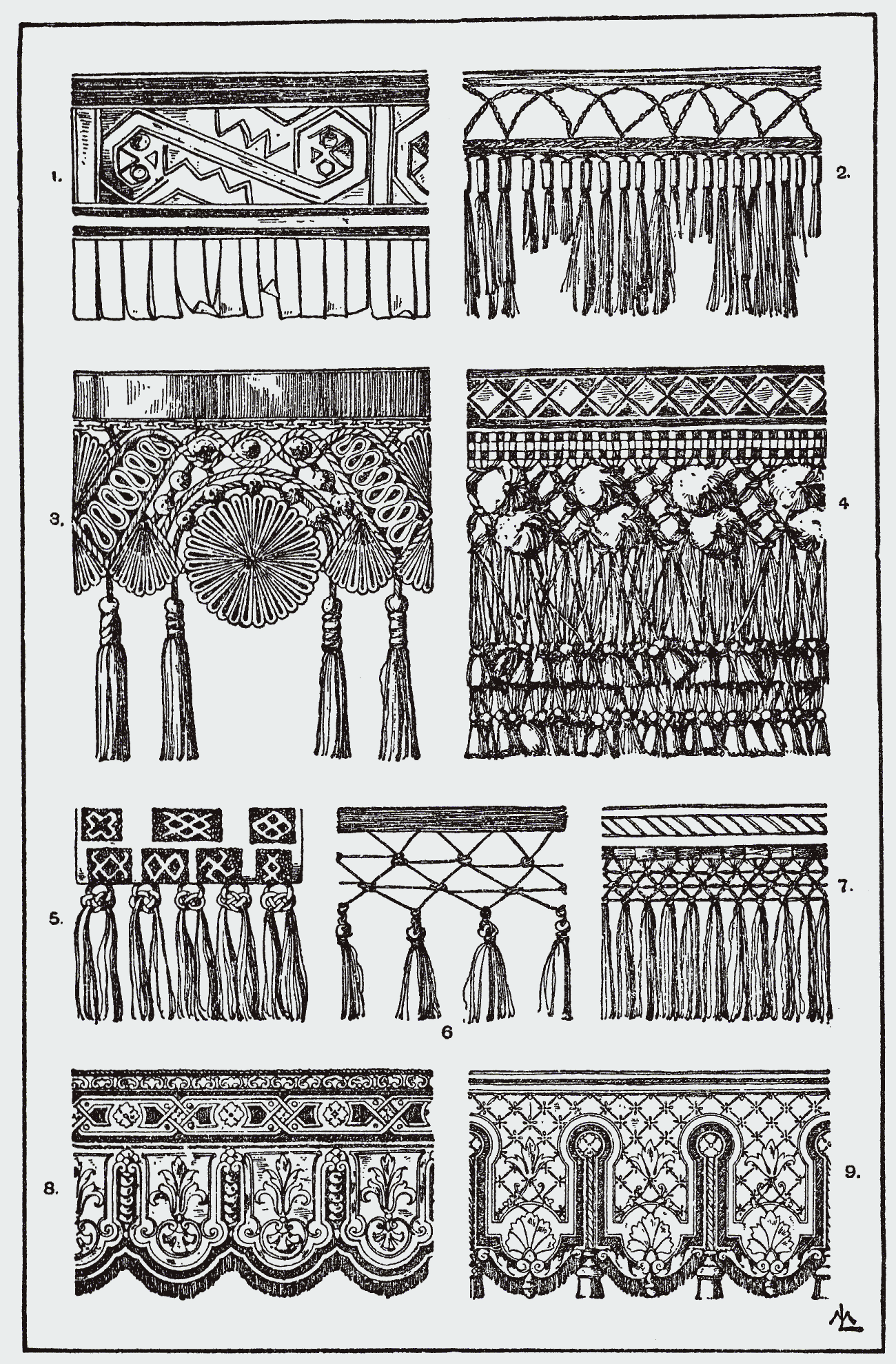
Vzorník textilních lambrekýnů

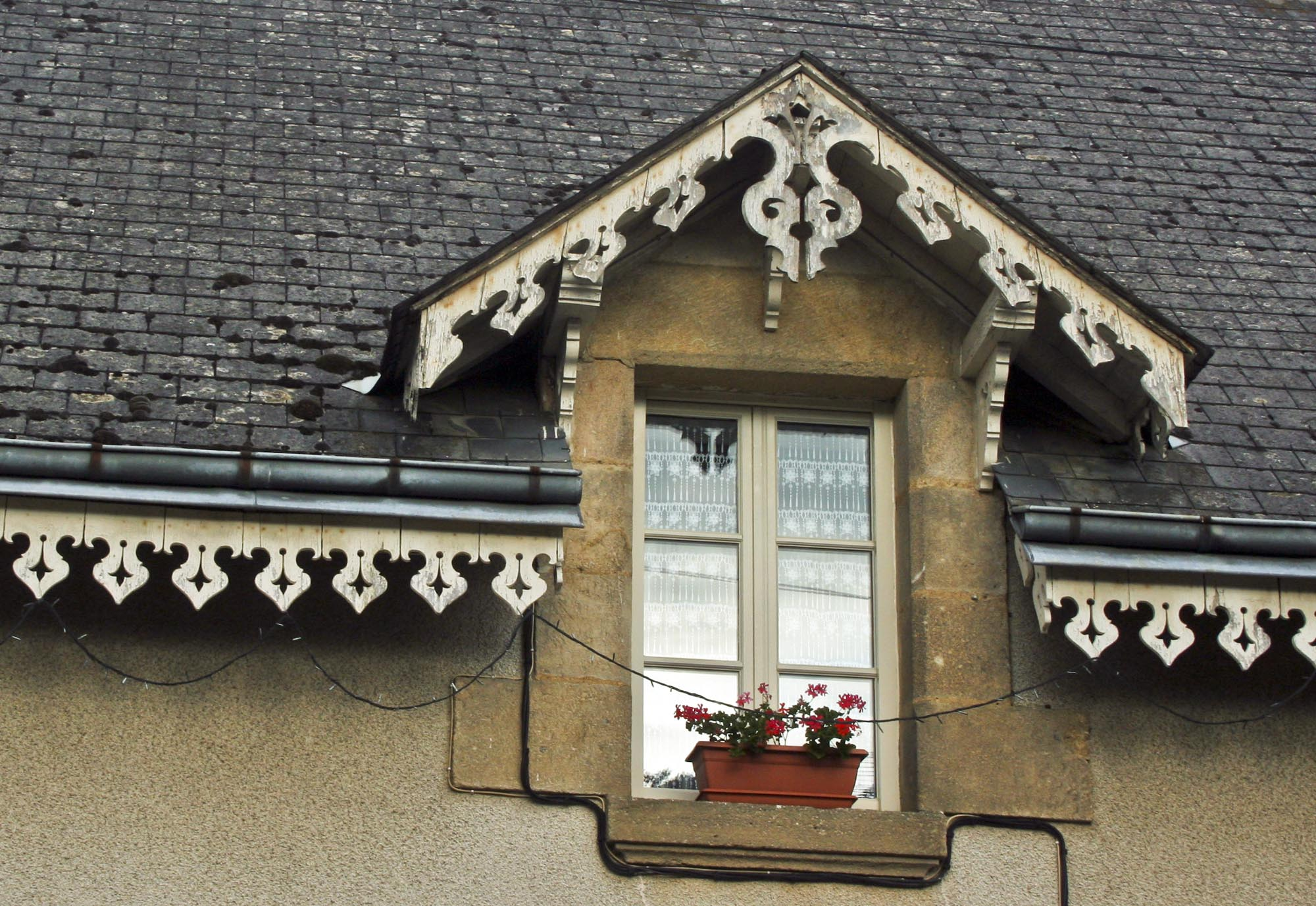
Dřevěný lambrekýn na okraji střechy (Francie)

Lambrekýn (z franc. lambrequin, čabraka) je dekorativní sedlový motiv se střapci, odvozený z textilní či kožené pokrývky osedlaného koně, nazývané také čabraka. 

## Typy
- Původně byl součástí postroje koně nebo na závěsech oken. Může být doplněn krajkou.
- V plošné verzi se objevil jako ornament v keramice, na tapisériích a odtud v ostatních řemeslech.
- V heraldice může znamenat přikryvadla v erbu.[1]
- V architektuře je to plastická ozdoba na okraji střechy či štítu, případně nad oknem, která napodobuje ozdobný závěs nebo krajku. Štukový lambrekýn na fasádě se užíval v baroku, v rokoku a v klasicismu, dřevěné lambrekýny v lidové architektuře.[2]

## Historie
Objevil se v raném baroku v uměleckých řemeslech dvorského okruhu krále Ludvíka XIV. Byl součástí groteskního ornamentu, rozšířeného pomocí grafických vzorníků. Mezi prvními jej používala francouzská manufaktura v Rouenu (1673–96) v keramice (tzv. rouennerie), na tapisériích a tkaných látkách. Odtud motiv přešel jako módní prvek mj. do repertoáru architektury, řezbářství, výzdoby keramiky i do zlatnictví. 